# Giuseppe Raimondi
Giuseppe Raimondi (* 16. November 1941; † 1997) war ein italienischer Industriedesigner und Architekt.

## Leben
Giuseppe Raimondi wurde am 16. November 1941 in Fiume geboren. Er war von 1966 bis 1970 der erste Kreativdirektor der Firma Gufram. Die innovativen Stücke, die Giuseppe Raimondi kreierte, und seine künstlerische Leitung trugen dazu bei dem Unternehmen internationalen Ruhm zu verschaffen. 1966 schuf er zusammen mit dem Künstler Ugo Nespolo für Gufram Margherita, einen Tisch mit modularen Sesseln, und anschließend die Sessel Alvar (1967) und Mozza (1968).
Seine Neugier gegenüber neuen Materialien führte ihn anschließend dazu, mit Cristal Art und Saint-Gobain zusammenzuarbeiten und eine Reihe von Spiegeln, Tischen und Lampen zu schaffen, die mit der Reflexion von Formen und Licht spielen. 1970 gründete er mit anderen Designern das Studio A.ba.co und 1977 eröffnete er sein eigenes Studio in Turin. Als Architekt kümmerte er sich um die Herrichtung der historischen Reifenhalle im Automobilmuseum Carlo Biscaretti. 1987 gehörte er mit dem Stuhl Delfina von Bontempi zu den Gewinnern des Compasso d’Oro. Seine Stücke sind in den Sammlungen des Museum of Modern Art und des Victoria and Albert Museum vertreten. Seine Leidenschaft für Design veranlasste ihn, sich auch in der Lehre und Verbreitung zu engagieren. Er schrieb häufig für Branchenzeitschriften wie Domus, Casabella und Abitare. 1988 veröffentlichte er Abitare Italia. La cultura dell’arredamento in trent’anni di storia italiana. (Die Möbelkultur in dreißig Jahren italienischer Geschichte) bei der Mailänder Fabbri Editori.

## Werke (Auswahl)
- 1966: Margherita
- 1967: Alvar[2]
- 1968: Mozza[3]
- 1970: Spiegel Meteora
- 1988: Abitare Italia: La cultura dell’arredamento in trent’anni di storia italiana, Fabri Editori Mailand

## Auszeichnung
- 1987: Compasso d’Oro